# Impact Wrestling Code Red
Code Red – gala wrestlingu, zorganizowana przez amerykańską federację Impact Wrestling we współpracy z House of Glory, która była transmitowana za pomocą platformy Impact Plus. Odbyła się 5 maja 2019 w NYC Arena w Nowym Jorku. Była to pierwsza gala z cyklu Impact Plus Monthly Specials.
Karta walk składała się z ośmiu pojedynków, w tym dwóch o tytuły mistrzowskie. W walce wieczoru Sami Callihan pokonał Tommy’ego Dreamera w oVe Rules matchu. W innych pojedynkach Anthony Gangone pokonał Kena Broadwaya i Moose’a, zachowując HOG Heavyweight Championship, natomiast The Latin American Xchange (Ortiz i Santana) obronili Impact World Tag Team Championship po zwycięstwie nad Ohio Versus Everything (Dave Crist i Jake Crist) oraz The New York Wrecking Krew (Chris Seaton i Smoothe Blackmon).

## Wyniki walk
Zestawienie zostało oparte na źródłach:
| Nr                                 | Wyniki | Stypulacje | Czas  |
| ---------------------------------- | --- | --- | ----- |
| 1                                  | Rich Swann pokonał Ace’a Austina, Evandera Jamesa (z Matthew Ryanem Shapiro), Mantequillę, Smileya i Treya                                                                | 6 Way Scramble match (Jeśli Rich Swann zostałby przypięty lub zmuszony do poddania się, straciłby Impact X Division Championship; jeśli Mantequilla zostałby przypięty lub zmuszony do poddania się, straciłby HOG Crown Jewel Championship) | 10:35 |
| 2                                  | Anthony Gangone (c) pokonał Kena Broadwaya i Moose’a | Three Way match o HOG Heavyweight Championship | 9:10  |
| 3                                  | The North (Ethan Page i Josh Alexander) pokonali The Rascalz (Dez i Wentz)                                                                                                | Tag Team match | 9:35  |
| 4                                  | Tessa Blanchard i Violette pokonały Scarlett Bordeaux i Sonyę Strong | Tag Team match | 12:05 |
| 5                                  | Michael Elgin pokonał Williego Macka | Singles match | 15:55 |
| 6                                  | Johnny Impact i Taya Valkyrie (z Johnem E. Bravo) pokonali Alishę Edwards i Eddiego Edwards                                                                               | Intergender Tag Team match | 12:30 |
| 7                                  | The Latin American Xchange (Ortiz i Santana) (c) pokonali Ohio Versus Everything (Dave Crist i Jake Crist) i The New York Wrecking Krew (Chris Seaton i Smoothe Blackmon) | Three Way Tag Team match o Impact World Tag Team Championship | 12:35 |
| 8                                  | Sami Callihan pokonał Tommy’ego Dreamera | oVe Rules match | 14:30 |
| (c) – mistrz/mistrzyni przed walką | | |       |